# Australische Frauen-Cricket-Nationalmannschaft in Indien in der Saison 2011/12
Die Tour der australischen Cricket-Nationalmannschaft nach Indien in der Saison 2011/12 fand vom 10. bis zum 23. März 2012 statt. Die internationale Cricket-Tour war Bestandteil der Internationalen Cricket-Saison 2011/12 und umfasste drei WODIs und fünf WTwenty20s. Australien gewann die WODI-Serie 3–0 und Indien die WTwenty20-Serie 4–1.

## Vorgeschichte
Indien spielte zuvor eine Tour in den West Indies, Australien gegen Neuseeland. Das letzte Aufeinandertreffen der beiden Mannschaften bei einer Tour fand in der Saison 2008/09 in Australien statt.

## Stadien
Das folgende Stadion wurde für die Tour als Austragungsort vorgesehen.
| Stadion                  | Stadt         | Kapazität | Spiele       |
| ------------------------ | ------------- | --------- | ------------ |
| Sardar Patel Stadium     | Ahmedabad     | 54.000    | 1. WODI      |
| Wankhede Stadium         | Mumbai        | 33.000    | 2. & 3. WODI |
| ACA-VDCA Cricket Stadium | Visakhapatnam | 30.000    | 1. – 5. WT20 |

## Kaderlisten
Indien benannte seinen Kader am 5. März 2012.
| WODI | WODI | WTwenty20 | WTwenty20 |
| Neuseeland | England | Neuseeland | England |
| --- | --- | --- | --- |
| - Anjum Chopra (K) - Nooshin Al Khadeer - Sunitha Anand - Ekta Bisht - Archana Das - Rumeli Dhar - Jhulan Goswami - Mamatha Kanojia - Harmanpreet Kaur - Veda Krishnamurthy - Reema Malhotra - Sulakshana Naik (wk) - Punam Raut - Mithali Raj - Amita Sharma - Shubhlakshmi Sharma - Gouher Sultana | - Jodie Fields (K, wk) - Alex Blackwell - Sarah Coyte - Jess Duffin - Rachael Haynes - Alyssa Healy - Julie Hunter - Jess Jonassen - Meg Lanning - Sharon Millanta - Erin Osborne - Ellyse Perry - Leah Poulton - Lisa Sthalekar | - Anjum Chopra (K) - Nooshin Al Khadeer - Sunitha Anand - Ekta Bisht - Archana Das - Rumeli Dhar - Jhulan Goswami - Mamatha Kanojia - Harmanpreet Kaur - Veda Krishnamurthy - Reema Malhotra - Sulakshana Naik (wk) - Punam Raut - Mithali Raj - Amita Sharma - Shubhlakshmi Sharma - Gouher Sultana | - Jodie Fields (K, wk) - Alex Blackwell - Sarah Coyte - Jess Duffin - Rachael Haynes - Alyssa Healy - Julie Hunter - Jess Jonassen - Meg Lanning - Sharon Millanta - Erin Osborne - Ellyse Perry - Leah Poulton - Lisa Sthalekar |

## Tour Match
| 11. Februar Scorecard | Lincoln | Board President’s XI 166-9 (50)  | – | Australien 169-5 (24.2) |
|                       |         | Australien gewinnt mit 5 Wickets |   |                         |

## Women’s One-Day Internationals

### Erstes WODI in Ahmedabad
| 12. März Scorecard | Ahmedabad | Australien 227-8 (50)          | – | Indien 197-8 (50) |
|                    |           | Australien gewinnt mit 30 Runs |   |                   |

Australien gewann den Münzwurf und entschied sich als Schlagmannschaft zu beginnen.

### Zweites WODI in Mumbai
| 14. März Scorecard | Mumbai (WS) | Australien 300-7 (50)           | – | Indien 79 (27.1) |
|                    |             | Australien gewinnt mit 221 Runs |   |                  |

Indien gewann den Münzwurf und entschied sich als Feldmannschaft zu beginnen.

### Drittes WODI in Mumbai
| 16. März Scorecard | Mumbai (WS) | Indien 175-9 (50)                | – | Australien 178-5 (35.4) |
|                    |             | Australien gewinnt mit 5 Wickets |   |                         |

Indien gewann den Münzwurf und entschied sich als Schlagmannschaft zu beginnen.

## Women’s Twenty20 Internationals

### Erstes WTwenty20 in Visakhapatnam
| 18. März Scorecard | Visakhapatnam | Australien 138-4 (20)          | – | Indien 109-8 (20) |
|                    |               | Australien gewinnt mit 29 Runs |   |                   |

Australien gewann den Münzwurf und entschied sich als Schlagmannschaft zu beginnen.

### Zweites WTwenty20 in Visakhapatnam
| 19. März Scorecard | Visakhapatnam | Indien 166-7 (20)           | – | Australien 118 (19.2) |
|                    |               | England gewinnt mit 48 Runs |   |                       |

Indien gewann den Münzwurf und entschied sich als Schlagmannschaft zu beginnen.

### Drittes WTwenty20 in Visakhapatnam
| 21. März Scorecard | Visakhapatnam | Australien 151-2 (20)          | – | Indien 88-6 (20) |
|                    |               | Australien gewinnt mit 63 Runs |   |                  |

Australien gewann den Münzwurf und entschied sich als Schlagmannschaft zu beginnen.

### Viertes WTwenty20 in Visakhapatnam
| 22. März Scorecard | Visakhapatnam | Indien 85 (19)                    | – | Australien 86-0 (12.2) |
|                    |               | Australien gewinnt mit 10 Wickets |   |                        |

Indien gewann den Münzwurf und entschied sich als Schlagmannschaft zu beginnen.

### Fünftes WTwenty20 in Visakhapatnam
| 23. März Scorecard | Visakhapatnam | Australien 89 (18.5)         | – | Indien 92-2 (14.3) |
|                    |               | Indien gewinnt mit 8 Wickets |   |                    |

Australien gewann den Münzwurf und entschied sich als Schlagmannschaft zu beginnen.